# Arrondissement Boulogne-Billancourt
Arrondissement Boulogne-Billancourt (fr. Arrondissement de Boulogne-Billancourt) je správní územní jednotka ležící v departementu Hauts-de-Seine a regionu Île-de-France ve Francii. Člení se dále na 9 kantonů a stejný počet obcí.

## Kantony
- Boulogne-Billancourt-Nord-Est
- Boulogne-Billancourt-Nord-Ouest
- Boulogne-Billancourt-Sud
- Chaville
- Issy-les-Moulineaux-Est
- Issy-les-Moulineaux-Ouest
- Meudon
- Saint-Cloud
- Sèvres